# 范家寨乡
范家寨乡是中国陕西省宝鸡市凤翔县下辖的一个乡。

## 行政区划
范家寨乡下辖以下行政区：
范家寨村、大沙凹村、西干河村、湫池庙村、页沟村、老女沟村、燕家庄村、临阵坡村、沈家沟村、孙家堡村、仝家沟村、张家沟村